# Jaroslav Věšín
Jaroslav František Věšín (bolgárul: Ярослав Вешин, Jaroszlav Vesin) (Vraný, 1860. május 23. – Szófia,  1915. május 9.) cseh életkép- és tájképfestő.

## Pályafutása
1876 és 1880 között Prágai Képzőművészeti Akadémián tanult, majd Münchenben, Képzőművészeti Akadémián képezte tovább magát Józef Brandt és Karl von Piloty tanítványaként.
1884-től Szlovákiában élt, ahol a helyi lakosok életéről, esküvőkről, vadászatokról festett képeket. 1889-ben újra Münchenben alkotott, majd Bulgáriába költözött. 1897-ben Szófiában a festőiskolában tanított. I. Ferdinánd bolgár cár udvari festője, és a bolgár hadsereg hivatalos festője lett. Szófiából küldte el képeit kiállításokra, Prágába, Münchenbe, és Saint Louisba. Képein a bolgár parasztok életét örökítette meg. Lovakat, vadászjeleneteket szeretett festeni. Lefestette a bolgár hadsereg katonai gyakorlatait. 1902-ben festmény sorozatban mutatta be a Sipka-emléktemplom ünnepélyes felavatása alkalmából rendezett orosz ünnepségeket a Sipka-szorosban.

## Galéria

Hógolyózás
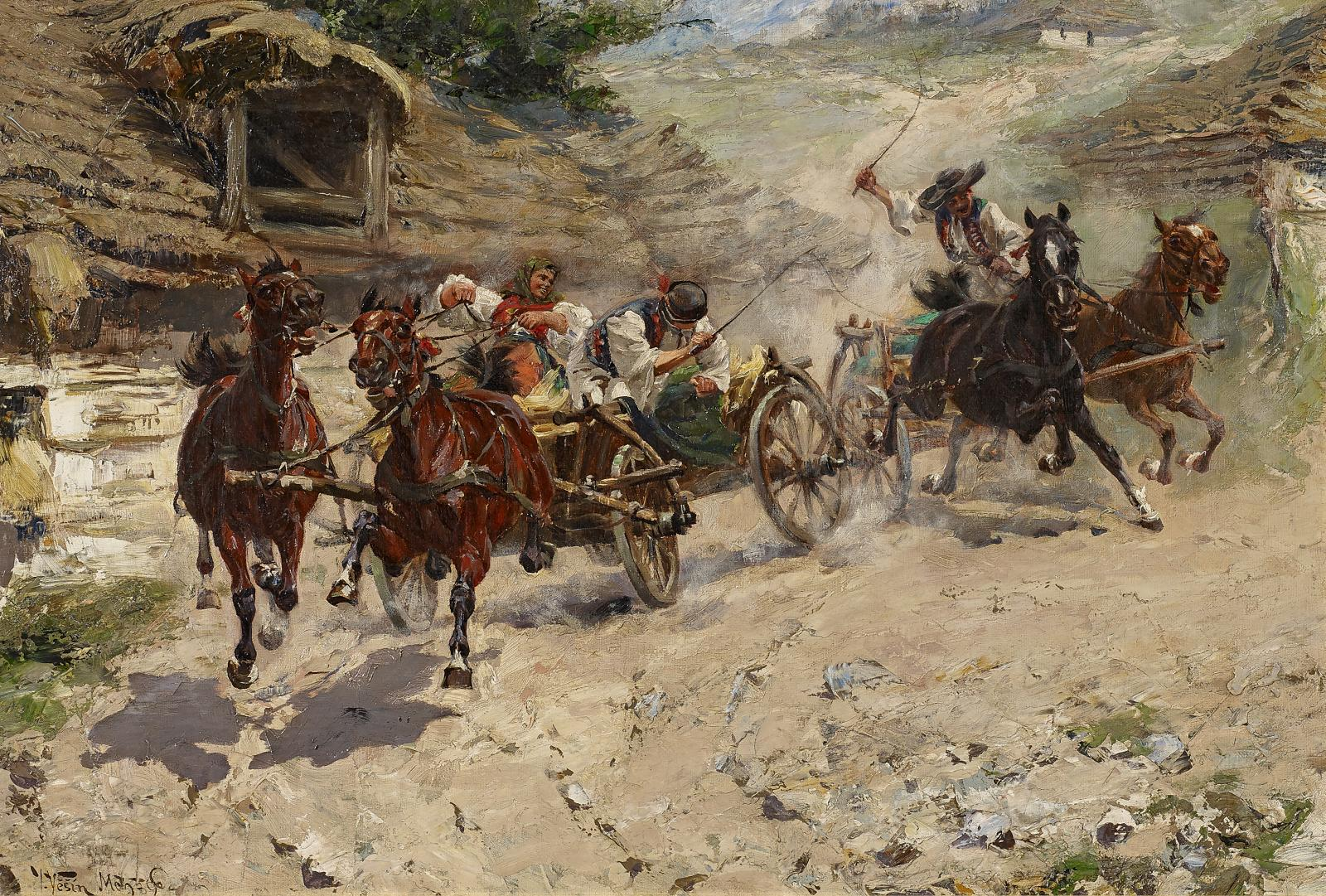
Kocsihajtó verseny
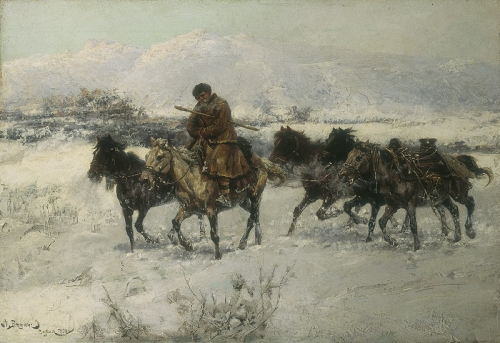
Hazafelé a vásárból
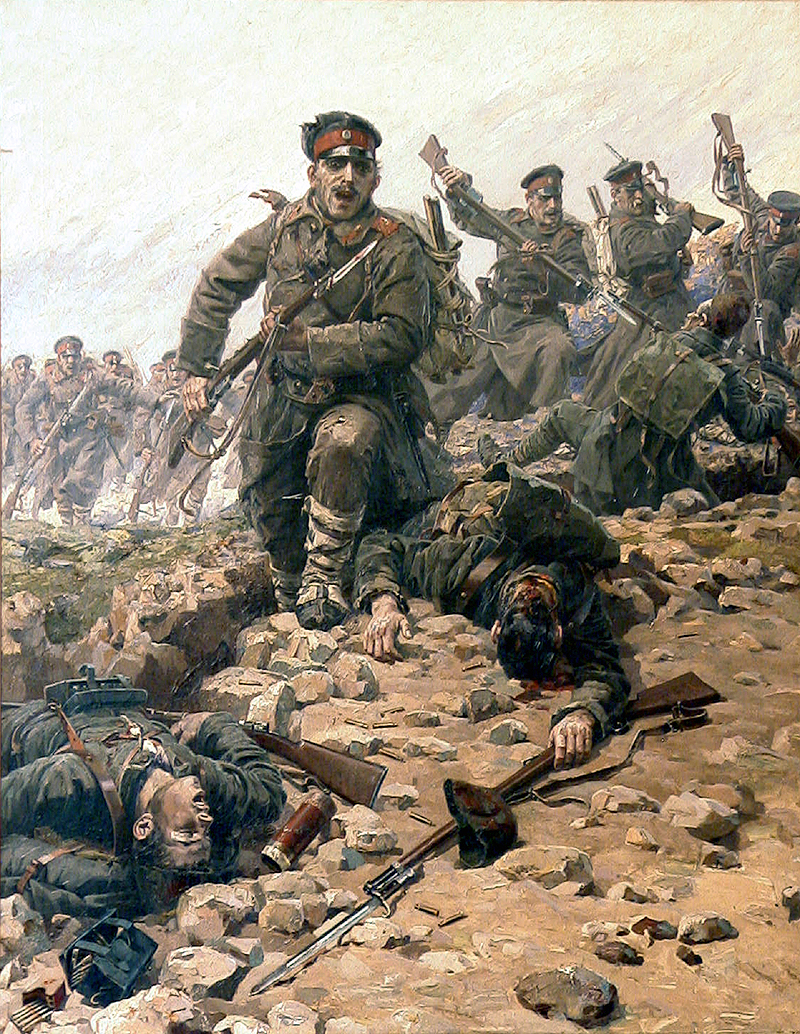
A bolgárok lerohanják a török állásokat